# 樊城区
樊城区是中国湖北省襄阳市所辖的一个市辖区。总面积为484.2平方公里，常住人口約64万人。区人民政府駐漢江街道長虹路23號。
1992年9月12日，中国国务院批准撤销襄城区、樊东区、樊西区、郊区，设立襄樊市襄城区、樊城区。2001年，原襄阳县牛首镇、太平店镇划入。

## 行政区划
樊城区下辖10个街道办事处、3个镇：
汉江街道、王寨街道、中原街道、定中门街道、清河口街道、屏襄门街道、米公街道、柿铺街道、紫贞街道、七里河街道、东风办事处、牛首镇、太平店镇、团山镇、经济开发区、鱼梁洲开发区、高新区汽车工业园、高新区高新技术产业园和高新区高新技术创业服务中心。

## 人口
根據第七次人口普查數據，截至2020年11月1日零時，樊城區常住人口632393人。
2004年，全区总人口为63万人。